# Cayden Boyd
Cayden Michael Boyd (* 24. Mai 1994 in Bedford, Texas) ist ein US-amerikanischer Schauspieler. Seine rund ein Jahr ältere Schwester Jenna ist ebenfalls im Schauspielbereich aktiv. Zu erwähnen ist, dass die beiden noch in keiner einzigen Produktion zusammengearbeitet haben.

## Leben und Karriere
Der im Jahre 1994 im US-Bundesstaat Texas als Sohn eines US-Navy-Piloten geborene Boyd zog noch in jungen Jahren mit seiner Familie nach Los Angeles. Dort ließ man sich in der Nachbarschaft Sun Valley nieder, in der Boyd auch die Schule besuchte. Bereits als Kleinkind wurde er als Model eingesetzt, nachdem er durch seine Mutter zu seinem ersten Job als Model kam, und war unter anderem in Kampagnen für diverse Kinderbekleidungsunternehmen bzw. Marken aktiv; darunter z. B. J. C. Penney. Seinen ersten Auftritt in Film und Fernsehen hatte er schließlich im Jahre 2001 in einer Folge der ersten Staffel von Scrubs, wo man ihn in einer nur sehr kleinen und unwesentlichen Rolle sah. Bereits ein Jahr später folgten weitere Engagements, so hatte er unter anderem eine wiederkehrende Rolle in der Nickelodeon-Serie Taina. Außerdem sah man den Jungen in einer Episode von King of Queens, sowie in seinem ersten Filmauftritt, in Rob Lewbels Fault. In ebendiesem Jahr wurde Cayden Boyd auch als Darsteller für einen Werbespot der Fast-Food-Kette McDonald’s gebucht. Für seine Arbeit an dem Spot wurde er im darauffolgenden Jahr für einen Young Artist Award in der Kategorie „Best Performance in a Commercial“ nominiert.
Im Jahr 2003 konzentrierte sich seine Arbeit vor allem auf Filmproduktionen, wobei er neben einer nennenswerten Rolle im zweifach oscarprämierten melodramatischen Thriller von Clint Eastwood Mystic River auch im Independentfilm Exposed unter der Regie von Misti Barnes und in der Komödie Freaky Friday – Ein voll verrückter Freitag eingesetzt wurde. 2004 übernahm er erneut eine wiederkehrende Rolle für zwei Episoden; diesmal in der nur sehr kurzlebigen Fernsehserie Century City. Einen weiteren Auftritt hatte er in diesem Jahr in einer Folge von Crossing Jordan – Pathologin mit Profil. Auf eine nur sehr kleinen Rolle in Neid folgte noch im gleichen Jahr eine nicht unwesentliche Nebenrolle in Rawson Marshall Thurbers Voll auf die Nüsse. In der deutschsprachigen Synchronfassung des Films wurde ihm durch den Berliner Maximilian Artajo die deutsche Stimme geliehen. Weitere Serienauftritte hatte der gebürtige Texaner im Jahre 2005 in jeweils einer Episode der beiden Krimiserien Cold Case – Kein Opfer ist je vergessen und Closed to Home sowie in einer Folge der nach nur einer Staffel abgesetzten ABC-Serie Night Stalker.
Des Weiteren übernahm er in diesem Jahr auch eine Hauptrolle in einem abendfüllenden Spielfilm. So sah man ihn im Familienfilm Die Abenteuer von Sharkboy und Lavagirl in 3-D in der Rolle des im Mittelpunkt des gesamten Filmes stehenden Neunjährigen Max. Die deutsche Stimme wurde ihm in dieser Produktion von Simon Illig geliehen, der selbst bereits mehrfach als deutsche Stimme von Alexander Gould agierte. In den nächsten drei Jahren wurde jedes Jahr eine Filmproduktion mit Boyds Beteiligung veröffentlicht. 2006 war er als eine junge Version des von Ben Foster dargestellten Angel im dritten X-Men-Teil X-Men: Der letzte Widerstand zu sehen. Ein Jahr später sah man ihn im Drama Have Dreams, Will Travel abermals in einer Hauptrolle; diesmal verkörperte er den zwölfjährigen Benjamin „Ben“ Reynols, der mit seiner Freundin und späteren Ehefrau Cass „Cassie“ Kennington (gespielt von AnnaSophia Robb) vom Mittleren Westen aus nach Baltimore an die Ostküste der Vereinigten Staaten auswandert. Erneut ein Jahr später spielt Cayden Boyd im Film Zurück im Sommer eine jüngere Version des Charakters Michael Waechter (Ryan Reynolds), eine ebenfalls nicht unwesentliche Rolle. In X-Men: Der letzte Widerstand und Zurück im Sommer lieh ihm Sebastian Fitzner die deutsche Stimme.
Seinen bisher (Stand: Februar 2014) letzten nennenswerten Auftritt in Film und Fernsehen hatte der Wahlkalifornier im Jahr 2010, als er im Pilotfilm zur späteren von Fox erworbenen aber nur bald darauf aufgrund schlechter Quoten wieder abgesetzten Serie Past Life in der Rolle des Noah Powell eingesetzt wurde. Die Serie wurde nach einem großen Quoteneinbruch nach nur drei ausgestrahlten Episoden abgesetzt; nachdem anfangs noch mitgeteilt wurde, dass man die restlichen Episoden auch noch ausstrahlen wolle, wurden nur zwei weitere Episoden gezeigt. Die letzten beiden Episoden wurden danach nie mehr ausgestrahlt.
Im Jahre 2012 schloss Cayden Boyd seine Ausbildung an der Village Christian High School Sun Valley ab. In der High School war er auch für das Footballteam aktiv und war deren Quarterback sowie Defensive Back.

## Filmografie
Filmauftritte (auch Kurzauftritte)
- 2002: Fault
- 2003: Mystic River
- 2003: Freaky Friday – Ein voll verrückter Freitag (Freaky Friday)
- 2003: Exposed
- 2004: Neid (Envy)
- 2004: Voll auf die Nüsse (DodgeBall: A True Underdog Story)
- 2005: Die Abenteuer von Sharkboy und Lavagirl in 3-D (The Adventures of Sharkboy and Lavagirl in 3-D)
- 2006: X-Men: Der letzte Widerstand (X-Men: The Last Stand)
- 2007: Have Dreams, Will Travel
- 2008: Zurück im Sommer (Fireflies in the Garden)
- 2022: Dog – Das Glück hat vier Pfoten (Dog)

Serienauftritte (auch Gast- und Kurzauftritte)
- 2001: Scrubs – Die Anfänger (1 Episode) (Scrubs)
- 2002: Taina (2 Episoden)
- 2002: King of Queens (1 Episode) (The King of Queens)
- 2004: Century City (2 Episoden)
- 2004: Crossing Jordan – Pathologin mit Profil (1 Episode) (Crossing Jordan)
- 2005: Cold Case – Kein Opfer ist je vergessen (1 Episode) (Cold Case)
- 2005: Close to Home (1 Episode)
- 2005: Night Stalker (1 Episode)
- 2010: Past Life (1 Episode)
- 2014: Awkward – Mein sogenanntes Leben (Staffel 4 Episode 20 & 21)

## Nominierungen
- 2003: Young Artist Award in der Kategorie „Best Performance in a Commercial“ für sein Engagement in einem McDonald’s-Werbespot[2][8]